# Domus Vista
Domus Vista — высотный жилой дом в Дании, Копенгагене, в коммуне Фридериксберг. Строительство завершено в 1969 году.Высота здания 101,95 м. 
Это второе по высоте здание в Дании и второе по высоте жилое здание во всей Скандинавии. Высочайшее же жилое здание Скандинавии это Turning Torso, возведенное в 2005 году.
В здании Domus Vista располагается 470 жилых квартир на тридцати этажах, по 17 квартир на этаж. Согласно первоначальному плану в здании должно было быть 28 этажей, но в процессе строительства было принято решение о надстройке еще двух этажей. Первоначально нижние два этажа предназначались для гостиницы и ресторана, но в 1970 году гостиница была закрыта. Вместо неё на первых двух этажах ныне располагается торговый центр и филиал библиотеки. 